# Louette
Pour les articles homonymes, voir Louette (homonymie).
La Louette est une rivière française du département de l'Essonne et un affluent de la Chalouette, et donc un sous-affluent de la Seine par la Juine et l'Essonne.

## Géographie
La longueur de son cours d'eau de 7,28 km. Entre la source à l'entrée des Boutards et sa rencontre avec la Chalouette au pied de la Bastille des Portereaux à Étampes, il y a plus de sept kilomètres.
Elle trouve sa source à Boutervilliers et conflue avec la Chalouette à Étampes. A cet endroit, deux cours artificiels prennent leur essor: la Rivière d’Étampes et la Rivière des Prés.
Une piste cyclable de 4,9 km établie sur l'ancienne ligne d'Étampes à Auneau-Embranchement longe la rivière Louette jusqu'à Étampes depuis l'ancienne gare de Chalo-Saint-Hilaire.

## Étymologie
Il s'agit d'un dérivé du gaulois lovo « eau ».

## Communes traversées
- Boutervilliers
- Chalo-Saint-Mars
- Saint-Hilaire
- Étampes

## Hydrologie
La Louette tient son origine par le ruissellement de l'eau de pluie des pentes environnant le bas du village de Boutervilliers dont une partie se retrouve accumulée dans l'étang du château de Boutervilliers. Cette eau passe ensuite dans le sol puis est captée au moyen de puits artésiens au niveau du lieu-dit les Boutard à Chalo-Saint-Mars où l'eau est canalisée, passe sous la route et se retrouve à l'entrée de la première cressonnière.

## Aménagements et écologie

### Les cressonnières
Les cressonnières ont leur propre puits artésien afin de capter l'eau de source dont la pureté est nécessaire à cette culture. Après avoir été filtrée par le cresson des bassins, l'eau est ensuite reversée dans la Louette. Après plusieurs cressonnières, le débit de la Louette va vite grossir tout en restant faible. Le cours de la Louette est très régulier car alimenté de manière continue par les puits artésiens des cressonnières des Boutards et de Saint-Hilaire, plus en aval.

### Les moulins à eau
La Louette n'est jamais à sec même durant de longues périodes de sécheresse.et procure un débit modéré. Ces qualités ont été propices à l'installation de nombreux moulins tout au long de cette rivière sur les communes de Chalo-Saint-Mars, Saint Hiiaire et d'Etampes.